# Río Dobra
Río Dobra är ett vattendrag i Spanien.   Det ligger i provinsen Province of Asturias och regionen Asturien, i den norra delen av landet, 300 km norr om huvudstaden Madrid.